# Zwolle
Zwolle  /'zvɔɫə/ è una città dei Paesi Bassi di 127 497 abitanti (2019), capoluogo della provincia di Overijssel, sulla destra dell'IJssel, al punto di incrocio di numerosi canali, per mezzo dei quali è unita all'IJsselmeer ed alla regione industriale di Twente. Inoltre nel suo territorio il fiume Vechte sfocia nello Zwarte Water.

## Storia
È un importante mercato del bestiame, del burro e delle uova ed un centro industriale. 
La città è nominata per la prima volta nel 1040. Fece parte della Lega anseatica e durante il Medioevo fu un notevole centro culturale. Nel 1527 passò sotto il dominio di Carlo V e verso il 1580 vi si affermò il luteranesimo. Raggiunse la massima floridezza nel XVII secolo. 
A testimonianza del suo passato, presenta chiese e palazzi come la chiesa Grande in stile gotico, la chiesa cattolica di Nostra Signora (risalente al XV secolo), il palazzo comunale.

## Monumenti e luoghi d'interesse

### Architetture religiose
La chiesa di San Michele ospita un pregevole organo monumentale.

### Architetture militari
- Sassenpoort, porta cittadina (1406-1409)[1]

## Sport

### Calcio
La squadra principale della città è il PEC Zwolle, che milita nella massima serie olandese.

## Amministrazione

### Gemellaggi
- Lünen